# Matisyahu
Matthew Paul Miller (West Chester, Pensilvania, 30 de junio de 1979), más conocido como Matisyahu, es un cantante estadounidense de reggae, aunque en su música mezcla influencias de los géneros sincopados como el dub y el ska. Muy afín con la cultura reggae, utiliza en sus letras temáticas espirituales derivadas de su ascendencia judía pro israel. Mateo es el equivalente español al nombre Matisyahu.

## Biografía

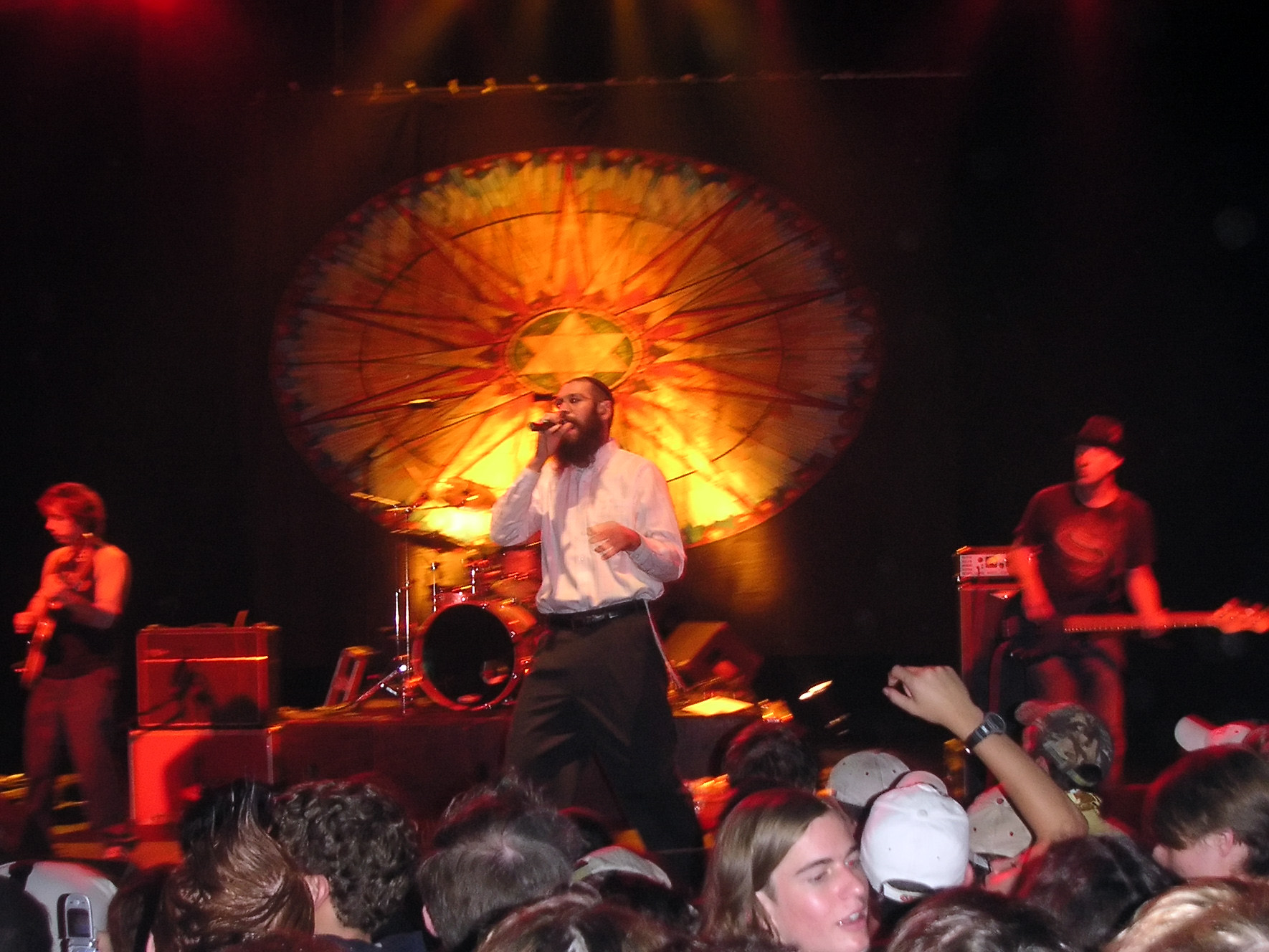
Matisyahu en un recital en 2005.

Matthew Paul Miller nació en West Chester (Pensilvania, Estados Unidos) el 30 de junio de 1979, que según el calendario judío corresponde a la fecha 5 de Tamuz de 5739 (Tamuz es el décimo mes del calendario judío, y el 5739 es el año del computo judío desde la creación del mundo). Poco después, su familia se trasladó a Berkeley (California) y más tarde a White Plains (Nueva York). A la edad de 12 uno de sus primeros sueños era convertirse en jugador profesional de hockey para la NHL. Era fan de Grateful Dead, se dejó crecer rastas, tocaba los bongos y aprendió a imitar una caja de ritmos desde los últimos pupitres de la clase. Después de casi incendiar su clase de química, decidió ir a un viaje de acampada a Colorado. En las Montañas Rocosas, lejos de la vida urbana de White Plains, Matisyahu afirma que descubrió a su Dios.
Su curiosidad espiritual lo llevó a Israel en un viaje que significó un punto de inflexión en su vida. Matisyahu aprovechó el tiempo rezando, estudiando y pensando en música en Jerusalén. Su dormida identidad judía afloró a su consciencia y a su regreso acudió a un instituto en Bend (Oregón), introduciéndose en el reggae y el hip hop. Todas las semanas iba a un local de aficionados donde rapeaba, cantaba, le daba a la caja de ritmos (beat box) y se mantenía activo creativamente. Fue entonces cuando empezó a desarrollar el sonido reggae-hip hop que hoy le es tan característico.
Matisyahu volvió a Nueva York para estudiar en The New School, donde continuó desarrollando su música e hizo sus pinitos en el teatro. También acudía al Carlebach Shul, una sinagoga en el Upper West Side conocida por su ambiente hippie y la exuberancia de sus cantos, donde se convirtió al judaísmo jasídico. Mientras estudiaba en The New School, Matisyahu escribió una obra de teatro titulada Echad (‘uno’ en hebreo), que trataba de un muchacho que conoce a un rabino jasídico y se convierte a la religión. Poco después del estreno de la obra, la vida de Matisyahu extrañamente imitó a su arte. Años después de que prendiera en él la primera chispa de religiosidad, Matisyahu conoció al rabino Lubavitch, iniciando la transformación de Matthew en Matisyahu. La persona que había sido tanto tiempo escéptica ante la autoridad y las reglas, se adaptó a la disciplina y estructura del judaísmo, siguiendo sus leyes estrictamente y envolviéndose en un desafío intelectual y en el diálogo espiritual que había buscado durante una década. Hoy, Matisyahu vive en Crown Heights, dividiendo su tiempo entre el escenario y la Yeshivá (institución para el estudio de la Torá, el documento más importante del judaísmo).
Actualmente Matisyahu está casado, el nombre de su esposa es Tahlia Miller (apellido de casada) y es padre de un varón, Laivy Miller. Aparte de otro niño, nacido no hace mucho tiempo.

## Evolución y estilo
Combinando los sonidos de Bob Marley y las influencias del rabino Shlomo Carlebach, aunque manteniendo la identidad de una música propia, los conciertos de Matisyahu comunican una poderosa experiencia al público. Hasta el más escéptico percibe su habilidad para combinar un asunto tan delicado como es la relación entre fe y espiritualidad. Su reciente disco Live at Stubb’s es un buen ejemplo de como se pueden unir las fuerzas de la música y de la fe a través del reggae y del baile. Tras este disco en directo, Matisyahu piensa editar pronto un nuevo disco grabado en estudio.
Con un primer disco publicado en 2004 (Shake Off the Dust... Arise) que llamó la atención de públicos de diferentes modos de vida, religiones y etnias.
Pero es con un disco en directo, Live at Stubb's, grabado el 19 de febrero de 2005, en el Stubb's de Austin (Texas), con el que se consolida.
En 2006 publica nuevo disco, Youth. Grabado en el verano de 2005 bajo la producción de Bill Laswell, prestigioso productor, bajista y entusiasta del reggae, que ha sabido dar al disco el balance necesario entre sonidos e ideas antiguos y modernos. Tres canciones del disco (Time of your song, Indestructible y Jerusalem) han sido producidas por Ill Factor (‘factor enfermo’) que ha trabajado con Ginuwine) y Jimmy Douglass (Destiny's child, Missy Elliott y Jay-Z). Su último disco, publicado el 25 de agosto de 2009 se llama Light (‘luz’).

## Nombre
Originalmente Matisyahu recibió el nombre yídish de Feivish Hershel, a la par de su nombre anglosajón, sin embargo, tempranamente en su vida su nombre yídico quedó en un verdadero desuso en su ámbito familiar, ya que sus padres se acostumbraron a llamarlo «Matisyahu», que es considerado como la forma hebrea de la cual deriva el anglosajón Matthew y sería equivalente del español Matías (y Mateo).

## Banda
- Matisyahu (Matthew Paul Miller): voz, beatbox
- Aaron Dugan: guitarra eléctrica.
- Jonah David – Batería
- Josh Werner – Bajo, Teclados

Nuevos Integrantes:
- Joe Tomino - Batería
- Stu Brooks - Bajo
- D.P. Holmes - Guitarra

## Discografía
- 2004: Shake off the dust... arise (JDub Records)
- 2005:  Live at Stubb’s (JDub Records y Epic Records)
- 2006: Youth (JDub Records y Epic Records)
- 2006: Youth dub (Sony)
- 2006: No place to be (Epic Records)
- 2008: Shattered EP (Epic Records)
- 2009: Light (Epic Records)
- 2010: Live at Stubb´s Vol. II (Allmusic)
- 2011: Miracle EP  (Epic Records)
- 2012: Spark seeker
- 2014: Akeda
- 2015:  Live at Stubb´s Vol. III EP (Fallen Sparks Records)

## Canciones

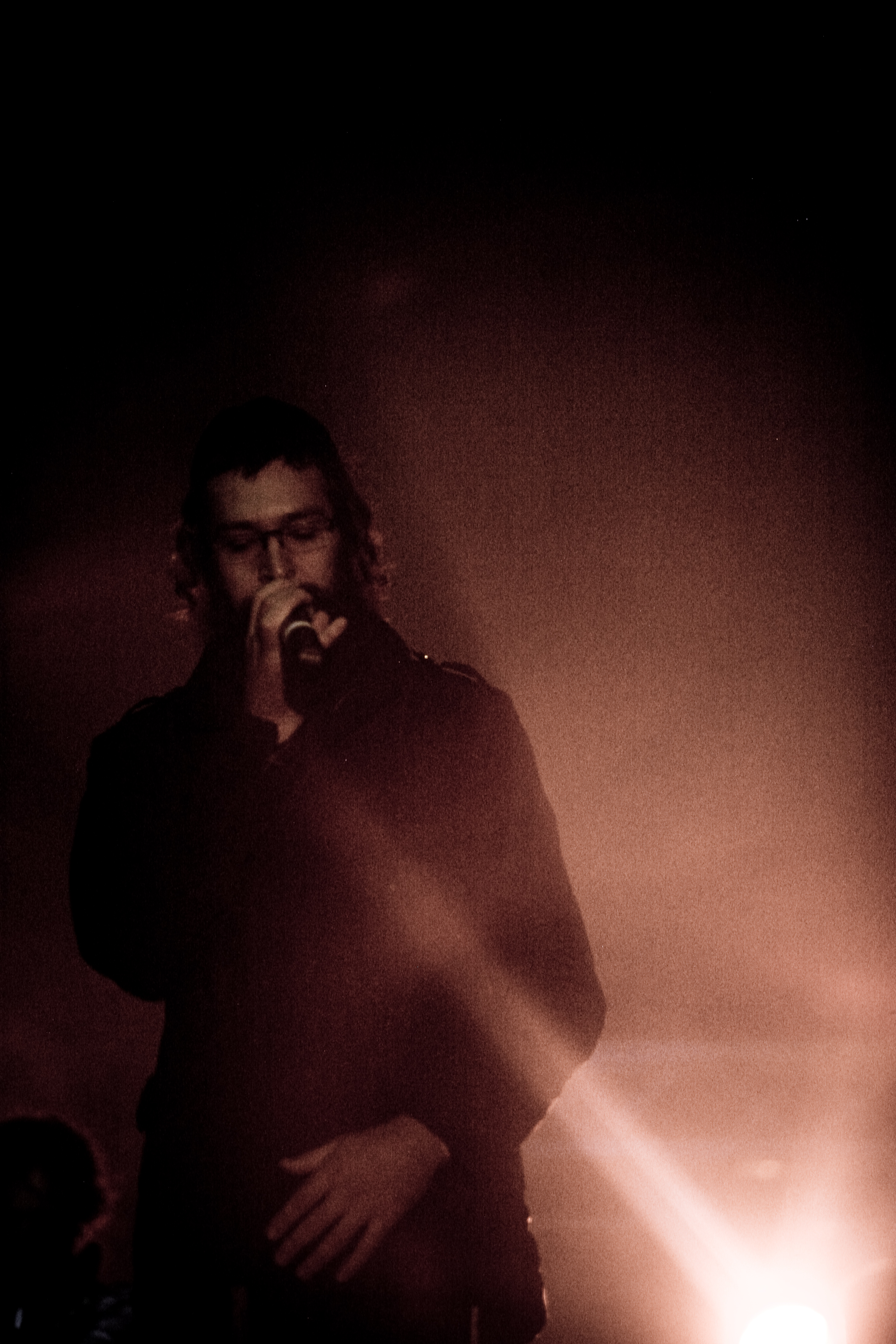
Matisyahu durante una presentación en septiembre de 2008.

Quizás King without a crown (Literalmente: ‘rey sin corona’) sea su sencillo más representativo hasta la producción de su tercer disco, Youth. La canción está presente en sus tres primeros discos: Shake off the Dust... Arise (2004), Live at Stubb's (2005) y Youth (2006), en tres versiones distintas: la original de cinco minutos y una atmósfera más tranquila y relajada; la segunda, interpretada en vivo, y la tercera, que es más corta y animada, haciéndola más apta para su difusión entre un público más amplio y general.
En la letra se pueden encontrar alternativamente el empleo de términos y palabras en hebreo (que junto como los términos en yídish son comunes en las letras de Matisyahu), así como dilucidar distintos grados de fe, que se movilizán desde el sentimiento de orgullo hasta el de humildad, reflejados en los siguientes versos correspondientes a la versión original:
«But I believe, yes I believe, I said I believe» [‘pero yo creo; sí, yo creo; yo dije que creo’]

«I’ll stand on my own two feet» [‘me sostengo sobre mis dos pies’]

«Won’t be brought down on one knee» [‘no volveré a dejar que me doblen sobre una rodilla’]

«Fight with all of my might and get these demons to flee» [‘peleo con todas mis fuerzas y consigo que esos demonios huyan’]

«Hashem’s rays fire blaze burn bright and I believe» [‘los rayos de fuego de Hashem [‘el nombre’, Dios] arden radiantes y yo creo’]

«Said, thank you to my God, now I finally got it right» [‘digo, agradezco a mi DIOS. Ahora finalmente estoy en lo correcto’]. Matisyahu escribe la palabra inglesa god (‘Dios’) sin vocales, de acuerdo con la prohibición hebrea de asignar una representación sonora (un nombre) a Dios, de la misma manera en que está prohibida su representación visual (prohibición compartida con el islam y la mayoría de las iglesias cristianas posteriores a la reforma protestante). Debido a la prohibición, en idioma hebreo el nombre de Dios se escribe Yhwh (sólo consonantes, sin vocales). Debido a la pérdida de la tradición (por la persecución a los judíos) se desconoce qué vocales se intercalaban, por lo que los cristianos generaron dos pronunciaciones: Yahvéh y Jehová.

«And I’ll fight with all of my heart, and all a’ my soul, and all a’ my might» [‘y lucharé con todo mi corazón, y toda mi alma y todas mis fuerzas’]

«Where ya been?, where ya been for so long? It’s hard to stay strong been livin’ in galus for 2000 years strong» [‘¿donde has estado?, ¿dónde has estado tanto tiempo? Es difícil mantenerse fuerte viviendo en galut [‘exilio, diáspora judía’] durante 2000 años’).
En cuanto al estilo, King without a crown combina un ritmo de reggae con pop-rock alternativo, logrando así un encanto especial, efecto también logrado en Exaltation (‘exaltación’), canción hallada en el primer y segundo disco. Por su parte, Chop 'Em Down (‘córtenlos y derríbenlos’), que menciona brevemente la tradición hebrea que habla de 40 años en los que este pueblo tránsito en el Sinaí tras su liberación de Egipto por parte de Moisés, es una canción de un estilo más constante y deliberadamente monótono.
También son de mencionarse Warrior (‘guerrero’), Altar of Earth (‘el altar de la Tierra’), Youth (‘joven’), el primer sencillo de su disco homónimo (su primera producción de estudio), y Jerusalem, el tercer sencillo del mismo disco.
De esta última canción se liberó oficialmente en Internet una segunda versión, siendo que de hecho, el vídeo que se ha realizado corresponde a esta versión y no a la del disco. La canción está basada en el Salmo 137. En las Biblias católicas los versos en los que concretamente está basada la canción aparecen como el cinco y el seis:
«¡Si me olvido de ti, Jerusalén, que mi derecha se olvide de mí! Que mi lengua se me pegue al paladar si de ti no me acuerdo, si no considero a Jerusalén como mi máxima alegría».
«Mi derecha» se refiere a la mano derecha, en el sentido de perder la destreza manual así como luego arriesga la destreza verbal. La segunda versión de la canción de Jerusalem también es conocida por el sobrenombre Out of the darkness comes light (‘a partir de la oscuridad surge la luz’, que es también un verso de la versión original de King without a crown.
Time of your song (‘tiempo de tu canción’) trata sobre temas sencillos de la vida diaria, combinando un ritmo de reggae con un toque especial de rap. Shalom/saalam (de las palabras hebreas y árabes para saludar) es puramente instrumental. En el primer disco, la canción Close my eyes (‘ciérrame los ojos’) se detiene a la mitad para intercalar unas palabras en idioma hebreo.
En su material, el combo de CD y DVD de No place to be, Matisyahu interpreta en vivo un cóver de Bob Marley (Rastaman chant) y en el disco uno de The Police (Message in a bottle), y en 2015 interpreta en vivo un cover de la canción Running away , también de Bob Marley, En su producción  Live at Stubb´s Vol. III, en Austin, Texas. 
El 12 de julio se anunció que su canción "Searchin" formaría parte de la banda sonora oficial del videojuego FIFA 13. Desde ese mismo día y hasta 48 horas después se podía descargar de forma totalmente gratuita por el usuario que quisiera. Una mezcla entre música electrónica y rap son los géneros que dominan este tema.

## Polémica
En el año 2015, Matisyahu, aún siendo ciudadano estadounidense, fue vetado del festival de música reggae Rototom de Benicàssim, España. El veto fue apoyado por los partidos políticos Izquierda Unida y Podemos.

## Reconocimientos
En el 2007 su álbum  Youth fue nominado para competir por el premio Grammy en la categoría de mejor disco de reggae. Sin embargo, el disco ganador resultó ser Love is my religion de Ziggy Marley.

## Enlaces relacionados
- MatisMusic.com (página oficial; en inglés).
- MatisyahuWorld.com (en inglés).
- MySpace.com (en inglés).
- Matisyahu-TheBridge.com (en inglés)
- LyricsDir.com (letras de las canciones).
- JuegosdB (Información sobre la canción de FIFA 13)
- (Información sobre el veto antisemita de Podemos e IU)

- Datos: Q310582
- Multimedia: Matisyahu / Q310582